# Viesville
Viesville est une section de la commune belge de Pont-à-Celles, située en Région wallonne dans la province de Hainaut.

## Toponymie
Mot composé de vies (vieux, vieil) et ville : Vies Ville (1120), Viesvilla (1125), Viéville (1232). Chotin fait remarquer que cette dénomination a dû arriver beaucoup plus tard, car on ne saurait naître vieux.

## Géographie

### Hydrographie
Le village est traversé par le canal Bruxelles-Charleroi et par le ruisseau Le Tintia. Le village est aussi connu pour sa réserve naturelle.

### Environnement
Avec l’étang du Launoy et Biernimont, Viesville fait partie des trois réserves sur le territoire de Pont-à-Celles, cédés par la commune à Natagora par voie de bail. Dans les trois réserves, les citoyens sont fort actifs et impliqués dans la protection de la biodiversité. Les commissions de gestion et la régionale Natagora font notamment un grand travail de préservation et de sensibilisation .

## Évolution démographique
- Sources : INS, Rem. : 1831 jusqu'en 1970 = recensements, 1976 = nombre d'habitants au 31 décembre[4].

## Patrimoine et culture

### Patrimoine architectural
- Eglise Saint-Georges, aussi dédiée à Saint-Hubert, remontant au XVIe siècle dans le courent du style gothique hennuyer. L'église est plusieurs fois remaniée et agrandie aux XVIIe, XVIIIe et XIXe siècles et une restauration en 1891 en style néo-gothique et l'adjonction d'une sacristie et une nouvelle restauration en 1930[5].
- Ancienne ferme clôturée dite ferme du Bailli du dernier tier du XVIIIe siècle[5]. Elle se situe rue de Thiméon.
- Eglise Notre-Dame du Sacré-Cœur, dite aussi église des Sarts. Bâtie par l'architecte Leborgne en 1898[6]. Elle se situe rue Armand Wolff. L'église sera transformée en logement[7].

## Économie

### Les transports en commun
Le village de Viesville est desservi par deux lignes de bus opérées par le TEC Charleroi.
- la ligne 50 relie toutes les heures Viesville à Gosselies et Charleroi dans un sens, à Luttre et Pont-à-Celles dans l'autre. Elle circule tous les jours de la semaine, de 4 à 21 h en semaine et de 6 à 21 h le week-end.
- la ligne 64 relie Viesville à Rêves via Pont-à-Celles le matin, et Viesville à Jumet à la sortie des écoles. Elle ne circule que du lundi au vendredi en période scolaire.

L'autoroute E42 traverse le village via le viaduc de Viesville.

## Personnalités liées à la commune
- Django Reinhardt né dans la même commune de Pont-à-Celles.

- Jacques Viesvil , pseudonyme de Jacques Delporte, né à Charleroi le 4 décembre 1933. Poète, parolier, nouvelliste, scénariste. Diplômé de l'Ecole Normale de Morlanwelz, il a enseigné en qualité d'instituteur, de professeur de français et d'actualités. Il entre en poésie dès l'âge de 15 ans. Il n'en sortira plus. La résonance des sonorités, la frappe des images, la fluidité du rythme verbal ne le quitteront plus. Une passion tout en rigueur qui le mènera, par livres et par chansons, de la poésie au théâtre. Membre de la SABAM depuis 1963. Administrateur depuis 2000, il fait également partie de la Commission des Admissions et Déclarations. Président de la Commission Classification Textes. Président de la Commission Arts Visuels. Ambassadeur de la paix à Genève. Devenu membre d'honneur de la société des Poètes français en 2015. (Association des écrivains belges). Il est le frère de Paul Louka et de Charles Delporte.